# Hybris

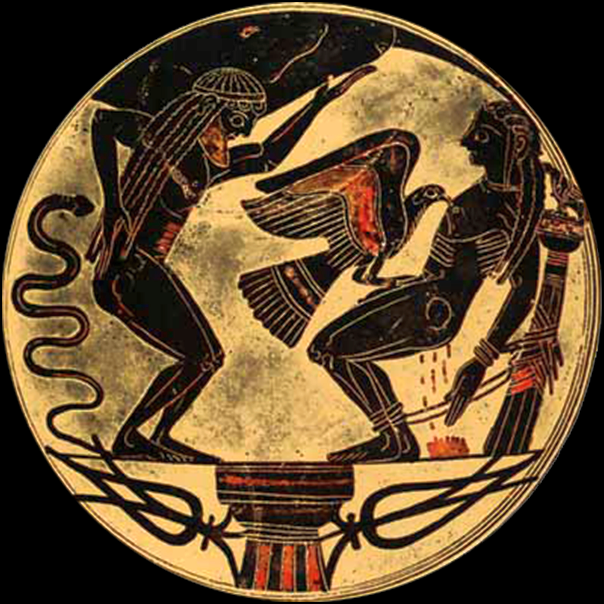
Černá postava (550 př. N. L.) Zobrazující Promethea ve výkonu trestu, přivázaná ke sloupu.

Hybris (ὕβρις) znamenala v řeckém starověku navenek projevovanou pýchu, domýšlivost a aroganci, vyzývavé, drzé jednání a vystupování, jež překračuje člověku vymezenou hranici a nutně vyvolá trest bohů, který pak postihne celou společnost. Proto patřila k nejtěžším zločinům a trestala se i smrtí. Původ slova se odvozuje od předpony hyper- a slovesa jít, kráčet; označovalo tedy něco jako překročení mezí.
Je charakterovou vlastností osobnosti, která se projevuje extrémně natvrdlou pýchou spolu s nebezpečným sebevědomím, často v kombinací s arogancí. Pojem arogance pochází z latinského adrogare. To znamená postoj, který dává člověku právo prosadit si určité chování mezi ostatními. Arrogate znamená prohlásit bez ospravedlnění nebo také něco neoprávněně a nezvratně vykonat. Výraz nárok (angl.: pretension; také domnělé právo) je uzurpování si mého vlastního práva a je slovesem podstatného slova hybris. Znamená pouhou potřebu vůle po úspěchu, I když to neznamená být vítězem. Osoba nenachází smíření, jako je tomu v přátelských skupinkách. Tato vlastnost je spíše charakteristická pro individuum než pro skupinu. I přes to se ve společnosti mohou objevit urážlivé a arogantní skupiny, které mohou vedlejšími důsledky vyvozovat špatné konání v přesvědčení, že se chovají správně (např. nacistické Německo či jiné ideové režimy). Hybris se často projevuje nedostatkem kontaktu s realitou a přehodnocením svých vlastních schopností, kompetencí a úspěšných výsledků. Adjektivum podst jm. hybris je hybristický.
Pojem pochází z antického Řecka, kde mělo mnoho kontextuálně odlišných významů: v právním užití to znamenalo atentát nebo sexuální delikty a krádež soukromého majetku. V náboženském užití to znamenalo pojem hříchu proti Bohu.

## Původní význam

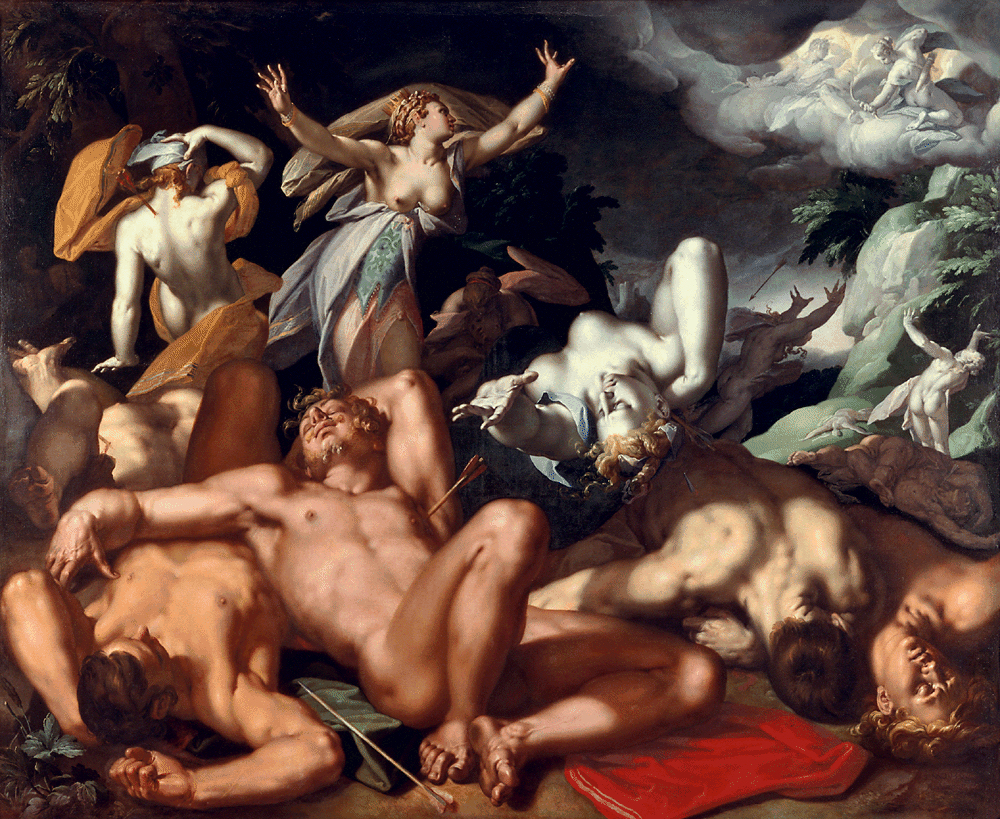
Niobé oplakává své pobité syny. Obraz A. Bloemaerta (1591, Kodaň)

Hybris původně označovala jednání smrtelníka, který nezná svou míru vůči bohům, vůči králi a později i vůči obci, rouhání a vzpouru proti řádu světa. Takové jednání jistě ztrestá bohyně Nemesis. Proto se od nejstarších dob přísně trestala. V městských státech se hybris pokládala jednak za urážku ostatních, jednak za nebezpečnou provokaci, jež může vyvolat pomstu a násilí. „Pád je synem hybris“ (Hérodotos). Aristotelés vymezuje hybris jako
„...zahanbení, zneuctění oběti ne proto, aby člověk něčeho dosáhl, ani proto, že se mu něco přihodilo, ale jen z vlastního potěšení. Hybris není pomsta za minulé urážky. Příčinou tohoto potěšení je, že si lidé myslí, že hanobením druhých posilují svoji nadřazenost.“

## Mytologie a tragédie
Staré řecké přísloví koros – hybris – até (tj. blahobyt – pýcha – pád) varovalo před svévolným vystupováním, odtud i české „pýcha předchází pád“, a bylo jedním z častých témat řecké tragédie. Když Achilles v Iliadě nechá vláčet Hektórovu mrtvolu koněm, dopouští se hybris. Podobně Kreón v Sofoklově Antigoně, když zakáže pohřbít mrtvého Polyneika. Niobé, dcera Tantalova a sestra Pelopova, matka sedmi synů a sedmi dcer, která se vyvyšovala nad bohyni Létó, jež měla jen dva potomky. Létó se tím cítila uražena a Apollón s Artemidou ji museli pomstít: všech sedm synů a sedm dcer pobili svými šípy.

## Současné užití
V současném, spíše vzácném užití znamená hybris pyšné, vyzývavé, arogantní jednání, jež provokuje k odvetě, například v politickém jednání států a státníků, v nadutém a pohrdavém přístupu k jiným a podobně. Tak historik Ian Kershaw nazval první díl své knihy o Hitlerovi Hybris.
Od příbuzného řeckého slovesa hybrizó, překračuji hranice, se odvozuje moderní pojem hybrid a hybridní, který označuje kombinaci dvou různých druhů při šlechtění a křížení, dvou různých technologií (hybridní pohon) a podobně.

## Další významy
- V řecké mytologii je Hybris nymfa, s níž Zeus zplodil poloboha Pana.
- Podle ní je nazvána planetka Hybris (430), objevená roku 1897.
- „Hybris“, studentský časopis DAMU